# Heksogen
Heksogen ili ti drugačije na engleskom Research Department eXplosive (RDX) je eksplozivni nitroamin sa širokim spektrom vojnih i industrijskih upotreba, ali između ostalih naziva, je i organsko jedinjenje sa formulom (O2 N2 CH2)3. Hemijski je klasifikovan kao nitroamin pored HMX-a , koji je energičniji to jest moćniji eksploziv od TNT-a. Široko je korišćen u Drugom svetskom ratu i ostao je uobičajen u vojnim primenama.
Heksogen je takođe poznat kao ciklonit (posebno na nemačkom govornom području), i T4. Njegovo hemijsko ime je ciklotrimetilentrinitramin (ciklotrimetilen-trinitramin, ciklotrimetilen trinitramin).
U svom čistom stanju RDX je bela kristalna materija. On se često koristi u smeši sa drugim eksplozivima i plastifikatorima (desenzibilizatori); to je eksplozivno sredstvo u plastičnom eksplozivu C-4 i ključni sastojak Semteks-a. RDX je stabilan tokom skladištenja i smatra se jednim od najmoćnijih i najrazornijih vojnih eksploziva, sa relativnim faktorom efikasnosti od 1,60.

## Ime
RDX (heksogen) je takođe manje poznat kao ciklonit, heksogen (naročito na ruskom, francuskom, nemačkom jeziku i Nemački uticajni jezici), T4 i, hemijski, kao ciklotrimetilen trinitramin. Tokom 1930-ih, Kraljevski Arsenal Vulvič, počeo je da istražuje ciklonit za upotrebu protiv nemačkih podmornica koje su se gradile sa debljim trupovima. Cilj je bio da se razvije eksploziv energičniji od TNT-a. Iz bezbednosnih razloga, Britanija je ciklonit nazvala „Istraživačko odeljenje za eksplozive” (Research Department Explosive - RDX). Termin RDX pojavio se u Sjedinjenim Državama 1946. Prva javna referenca u Ujedinjenom Kraljevstvu na ime RDX, ili R.D.X, da koristimo zvanični naslov, pojavio se 1948. godine; njeni autori su bili glavni hemičar, ROF Bridgvater, odeljenje za hemijsko istraživanje i razvoj, Voolvič, i direktor Roial Ordnance Factories, Ekplosives; opet, nazvan je jednostavno RDX.

## Upotreba
RDX je bio naširoko korišćen tokom Drugog svetskog rata, često u eksplozivnim smešama sa TNT-om , kao što su Torpeks, Kompozicija B, Ciklotoli i Kompozicija H6. RDX je korišćen u jednom od prvih plastičnih eksploziva. Odskočne dubinske bombe koje su korišćene u „Dambusters Raid-u“ sadržale su 3.000 kg (6.600 lb) Torpeksa; Tallboi i Grand Slam bombe koje je dizajnirao Barnes Vallis takođe su koristile eksploziv Torpeks.
Veruje se da je RDX korišćen u mnogim zaverama za bombe, uključujući terorističke zavere.
RDX je osnova za brojne uobičajene vojne eksplozive:
- Kompozicija A: Granulirani eksploziv koji se sastoji od RDX i plastifikacionog voska, kao što je kompozicija A-3 (91% RDX obložena 9% voska)[11] i kompozicija A-5 (98,5 do 99,1% RDX prevučena sa 0,95 do 1,54% stearinske kiseline).[12]
- Kompozicija B: Mešavine za livenje od 59,5% RDX i 39,4% TNT sa 1% voska kao desenzibilizator.[13]
- Kompozicija C: Originalna kompozicija C je korišćena u Drugom svetskom ratu, ali je bilo naknadnih varijacija uključujući C-2, C-3 i C-4. C-4 se sastoji od RDX (91%); plastifikatora, dioktil sebakata (5,3%); i vezivo, koje je obično poliizobutilen (2,1%); i ulje (1,6%).[14]
- Kompozicija CH-6: 97,5% RDX, 1,5% kalcijum stearat, 0,5% poliizobutilen i 0,5% grafit.[15]
- DBX (Depth Bomb Explosive): Mešavina koja se sastoji od 21% RDX, 21% amonijum nitrata, 40% TNT i 18% aluminijuma u prahu, razvijena tokom Drugog svetskog rata, trebalo je da se koristi u podvodnoj municiji kao zamena za Torpeks koji koristi samo polovina količine tada oskudnog RDX-a.[5][16]
- Ciklotol: Mešavina RDX-a (50–80%) sa TNT-om (20–50%) označena količinom RDX/TNT-a, kao što je Ciklotol 70/30.
- HBX: Mešavine RDX-a, TNT-a, aluminijuma u prahu i D-2 voska sa kalcijum hloridom
- Kompozicija H6: Mešavina RDKS-a, TNT-a, aluminijuma u prahu i parafinskog voska (koristi se kao sredstvo za flegmatizaciju)
- PBX: RDX se takođe koristi kao glavna komponenta mnogih eksploziva vezanih za polimer (PBX); PBX bazirani na RDX-u se obično sastoje od RDX-a i najmanje trinaest različitih polimer/ko-polimer veziva.[17] Primeri formulacija PBX baziranih na RDX uključuju, ali nisu ograničeni na: PBX-9007, PBX-9010, PBX-9205, PBX-9407, PBX-9604, PBXN-106, PBXN-3, PBXN-6, PBXN-10, PBXN-201, PBX-0280, PBX tip I, PBXC-116, PBXAF-108, itd.
- Semteks: (trgovačko ime): Plastični eksploziv za rušenje koji sadrži RDX i PETN kao glavne energetske komponente.[18]
- Torpeks: 42% RDX, 40% TNT i 18% aluminijum u prahu; smeša je dizajnirana tokom Drugog svetskog rata i korišćena je uglavnom u podvodnom naoružanju.[19]

Izvan vojnih aplikacija, RDX se takođe koristi u kontrolisanom rušenju nekih struktura ili građevina. Rušenje Džjmstaunskog mosta u američkoj državi Roud Ajlend bio je jedan od primera kada su naboji u obliku RDX korišćeni za uklanjanje raspona.

## Proizvodnja
Od otkrića heksogena, opisano je oko 30 različitih metoda za njegovu sintezu. Od ovog broja, 14 metoda je izvodljivo u laboratoriji, ali nijedna od njih nije bezbedna bez odgovarajućeg znanja, dobre laboratorijske opreme i tačnog poznavanja i pridržavanja procedura.

### Sinteza
RDX hemičari klasifikuju kao derivat heksahidro-1,3,5-triazina. U laboratorijskim uslovima (industrijski putevi su opisani u nastavku posebno) dobija se tretiranjem heksamina sa belom dimećom azotnom kiselinom.
Ova reakcija nitrolize takođe proizvodi bis-oksadiazol, amonijum nitrat i vodu kao nusproizvode. Ukupna reakcija je:
C6H12N4 + 10 HNO3 → C3H6N6O6 + 3 CH2(ONO2)2 + NH4NO3 + 3 H2O
Moderne sinteze koriste heksahidro triacil triazin jer izbegava stvaranje HMX-a.

### Nitroliza sa azotnom kiselinom
Najstarija i najjednostavnija metoda je nitroliza bezvodnom azotnom kiselinom. Prema ovoj metodi, male doze urotropina (heksamin, heksametilentetramin) se dodaju u ohlađenu anhidrovanu azotnu kiselinu, a temperatura se održava na 20 °C intenzivnim hlađenjem. Koncentracija azotne kiseline HNO3 je najmanje 98%.
Glavna reakcija se odvija istovremeno prema dve jednačine:
- (CH2)6N4 + 4 HNO3 → (CH2N.NO2)3 + 3 CH20 + NH4NO3 (nastaju formaldehid i amonijum nitrat)
- (CH2)6N4 + 6 HNO3 → (CH2N.NO2)3 + 6 H20 + 3 CO2 + 2 N2

Takođe se dešava i hidroliza heksogena amonijaka i formaldehida i oksidacije formaldehida azotnom kiselinom. Pored toga, mogu se javiti i druge neželjene reakcije koje daju druga eksplozivna jedinjenja.
SH proces: je razvio Schnurr (Nemačka, 1937-38) - zasnovan je na heksaminu i azotnoj kiselini. Heksamin se dodaje u koncentrovanu, 99% azotnu kiselinu u odnosu 1 deo heksamina prema 8 delova HNO3 na temperaturi nitrata od 5-10 °C. Nitracija u prvom nitratoru traje sat vremena, nakon čega smeša prelazi u druge reaktore, gde se za dva sata temperatura podiže na 20 °C i reakcija se završava. Nakon toga, smeša se prenosi u razblaživače sa vodom tako da koncentracija HNO3 ne padne ispod 50% i na temperaturi od 70-75 °C sa azot-dioksidom, uklanjajući neželjene nečistoće putem kontrolisanog procesa oksidacije. Heksogen se izlučuje u obliku kristala. Smeša se postepeno hladi do 20 °C i heksogen se skoro potpuno eliminiše. Sledi pranje vodom. Stabilizacija ključanjem tokom dva sata na pritisku od 0,35 MPa i temperaturi od 140 °C je napuštena nakon eksplozije linije. U upotrebu je ušla rekristalizacija heksogena iz acetona.
Proces K: je razvio Knoffler (Nemačka, 1943) – baziran je na heksaminu, azotnoj kiselini i amonijum nitratu. Proces daje bolje prinose od SH procesa i sigurniji je – reakcija se može odvijati na temperaturi do 80 °C, dok SH proces rizikuje eksploziju na temperaturi od 25 °C.
Reakcija se odvija prema jednačini:
- (CH2)6N4 + 2 NH4NO3 + 4 HNO3 → 2 (CH2N.NO2)3 + 6 H20

Heksamin se dodaje u koncentrovanu, 99% azotnu kiselinu u odnosu 1 deo heksamina prema 8,6 delova HNO3 i izračunate količine NH4NO3 na temperaturi od 15 °C. Smeša je prebačena u reaktor i zagrevana na 80 °C 30 minuta. Nakon prelaska u drugu posudu, smeša se ohladi na 20 °C, dok se oko 90% heksogena eliminiše.
Nastaje problem, šta je sa otpadnom kiselinom, koja još uvek sadrži 10% heksogena i amonijum nitrata, što onemogućava laku reciklažu. Rešenje je da se otpadna kiselina ohladi na -12 °C, dok amonijum nitrat kristališe u obliku amonijum trinitrata (NH4NO3.2 HNO3) i primenjuje se na ulaz procesa. Otpadna kiselina se dalje obrađuje kako bi se isključio ostatak heksogena i koristi se za pripremu NH4NO3.
Proces V: je razvio Volfram (1934) – baziran je na sulfaminskoj kiselini, formaldehidu i azotnoj kiselini. Sulfaminska kiselina se priprema od sumpor-dioksida i amonijaka i pretvara u kalijumovu so. Kondenzuje se sa formaldehidom i formira kalijum metilenaminosulfonat. Ova supstanca se nitrira mešavinom za nitriranje pripremljenom od 99%  HNO3 i sumpor-dioksida. Nastali heksogen se delom odmah izlučuje, a delom ostaje u rastvoru. Potpuno isključivanje se obezbeđuje razblaživanjem reakcione smeše vodom. Heksogen je ispran vodom do neutralne reakcije. Prvobitno je rekristalizovan iz nitrobenzena. Nakon eksplozije, linija je prešla na rekristalizaciju iz acetona. Metoda je manje isplativa i prekinuta je nakon rata.
Proces E: razvili su Eble (u Nemačkoj 1935-1938) i nezavisno od Ross i Schieseler (u SAD 1940) - zasnovan je na paraformaldehidu, sirćetnom anhidridu i amonijum nitratu.
Glavna reakcija se odvija prema formuli:
- 3 CH2O + 3 NH3NO2 + 6 (CH3CO)2O → (CH2N.NO2)3 + 12 CH3COOH

Prednost je što se formiranje heksogena odvija bez nitriranja, a nedostatak je upotreba relativno skupog anhidrida sirćetne kiseline. Bor fluorid se koristi kao katalizator, koji olakšava početak reakcije i ograničava sporedne reakcije koje proizvode oktogen i uglavnom mnogo linearnih nitramina. Pripremljeni heksogen ima nižu tačku topljenja (190–195 °C), što ukazuje da je relativno nečist i da se mora dalje prečistiti. Većina linearnih nitramina je dobro rastvorljiva u sirćetnoj kiselini, tako da je dovoljno izdvojiti heksogen iz otpadne kiseline. Linearni nitramini se mogu vratiti u reakciju jer mnogi od njih formiraju heksogen u prisustvu amonijum nitrata i anhidrida sirćetne kiseline.
U industrijskim uslovima prinos je 60-65%, u laboratorijskim uslovima moguće je postići prinos do 80% (računato na formaldehid). Sirćetna kiselina se destiluje iz reakcione smeše ili ekstrahuje etil acetatom i koristi za proizvodnju anhidrida sirćetne kiseline.
Proces KA: je razvio Knoffler (Nemačka 1943), to je zapravo kombinacija procesa K i procesa E. Postupak se zasniva na heksamin dinitratu, amonijum dinitratu i sirćetnom anhidridu. Heksamin dinitrat se dobija tretiranjem heksamina sa 50% HNO3 na temperaturi ispod 15 °C.
Glavna reakcija se odvija prema jednačini:
- (CH2)6N4.HNO3 + 2 (NH4NO3.HNO3) + 6 (CH3CO)2O → 2 (CH2N.NO2)3 + 12 CH3COOH

U reaktoru se priprema smeša dela anhidrida sirćetne kiseline i filtrata iz prethodne šarže, temperatura se održava na 40-50 °C. Amonijum dinitrat i heksamin dinitrat se postepeno dodaju u manjim dozama. Zatim se dodaje druga doza anhidrida sirćetne kiseline i ponovo se dodaju amonijum dinitrat i heksamin dinitrat u manjim dozama. Nakon poslednje doze, temperatura se povećava na 60 °C i održava se pola sata. Ceo proces traje oko 4 sata. Smeša se zatim ohladi na 20 °C i kristalizovani heksogen se odaje. Prinos je oko 70%. Dobijeni heksogen ima tačku topljenja od 185-190 °C i kontaminiran je nečistoćama. Deo filtrata se direktno vraća, veći deo se destiluje. Posle destilacije sirćetne kiseline u ostatku destilacije ostaje jako zagađen heksogen sa tačkom topljenja manjom od 160 °C, koji se takođe može vratiti na početak reakcije i tako povećati prinos.
Bahmanov proces: – razvio ga je Bahman (SAD 1941) i predstavlja varijantu KA procesa.
Rekristalizacija heksogena iz acetona  – Pripremljen rastvor heksogena se sipa u 8-10 puta veću količinu acetona zagrejanog na 50 °C. Nakon rastvaranja heksogena, rastvor se filtrira kroz krpu i prebacuje u veći kontejner. Ovde se unosi 12-15 puta veća količina vode (izračunata po heksogenu) na 5 minuta i temperatura se održava na 25 °C. Kada se aceton razblaži vodom, izlučuju se relativno veliki kristali heksogena (oko 0,1 mm), koji se filtriraju na vakuum filteru. Aceton se još jednom temeljno filtrira i zatim destiluje u rektifikacionoj koloni. Pare acetona se takođe hvataju tokom procesa.
Rekristalizovani heksogen se flegmatizuje voskom. Aparat za flegmatizaciju sa mešalicom se napuni vrelom vodom (80-88 °C) u količini 5 puta većoj od težine heksogena i mešalica se uključi uz intenzivno mešanje. Dodat je rekristalisani heksogen. Posle mešanja dodaje se 5-10% montan voska sa bojom (količina voska i temperatura se biraju prema potrebnom stepenu flegmatizacije; za niži stepen flegmatizacije sa manjom količinom voska je veća temperatura vode potrebna). Nakon dodavanja voska i temeljnog mešanja, sadržaj flegmatizatora počinje polako da se hladi. Cela operacija traje oko 2 sata. Flegmatizovani heksogen se odfiltrira u vakuum filteru, osuši i proseja. Boja u vosku razlikuje flegmatizovani i neflegmatizovani heksogen.
Trenutno se za flegmatizaciju heksogena koriste i razne plastike koje imaju znatno bolja svojstva od voska. Takvi eksplozivi se često označavaju skraćenicom PBX i brojem. Skraćenica PBX je skraćenica za plastični vezan eksploziv.

## Istorija
RDX su koristile obe strane u Drugom svetskom ratu. SAD su proizvodile oko 15 t (33.000 lb) mesečno tokom Drugog svetskog rata, a Nemačka oko 7,1 t (16.000 lb) mesečno. RDX je imao glavne prednosti zbog veće eksplozivne sile od TNT-a, korišćenog u Prvom svetskom ratu, i nije zahtevao dodatne sirovine za njegovu proizvodnju.

### Nemačka
RDX je 1898. prijavio Georg Fridrih Hening, koji je dobio nemački patent (patent br. 104280) za njegovu proizvodnju nitrolizom heksamina  (heksametilentetramina) sa koncentrovanom azotnom kiselinom. U ovom patentu su pomenuta medicinska svojstva RDX-a; međutim, još tri nemačka patenta dobijena od Heninga 1916. godine su predložila njegovu upotrebu u bezdimnim pogonima. Nemačka vojska je počela da istražuje njegovu upotrebu 1920. godine, nazivajući je heksogenom. Nalazi istraživanja i razvoja nisu dalje objavljeni sve dok Edmund fon Herc, opisan kao austrijski, a kasnije nemački državljanin, dobio britanski patent 1921. i patent Sjedinjenih Država 1922. Oba zahteva za patente su pokrenuta u Austriji; i opisao proizvodnju RDX-a nitrovanjem heksametilentetramina. Britanski patentni zahtevi su uključivali proizvodnju RDX-a nitracijom, njegovu upotrebu sa ili bez drugih eksploziva. Američki patentni zahtev je bio za upotrebu šuplje eksplozivne naprave koja sadrži RDX i detonatorske kapisle koja sadrži RDX. 1930-ih Nemačka je razvila poboljšane metode proizvodnje.
Tokom Drugog svetskog rata, Nemačka je koristila kodna imena V Salt, SH Salt, K-metod, E-metod i KA-metod. Ova imena su predstavljala identitete kreatora različitih hemijskih puteva do RDX-a. V-metod je razvio Volfram 1934. i dao RDX-u kodno ime "V-Salz". Koristio je sulfaminsku kiselinu, formaldehid i azotnu kiselinu. SH-Salz (SH so) je bio iz Šnura, koji je razvio serijski proces 1937–38. zasnovan na nitrolizi heksamina. K-metoda, od Knoffler-a, uključivala je dodavanje amonijum nitrata u proces heksamin/azotna kiselina. E-metod, koji je razvio Ebele, pokazao se identičnim Ross i Schiesslerovom procesu opisanom u nastavku. Pokazalo se da je KA-metod, koji je takođe razvio Knoffler, identičan dole opisanom Bahmanovom procesu.
Eksplozivne granate ispaljene iz topa MK 108 i bojeve glave rakete R4M, koje se koriste u borbenim avionima Luftvafea kao ofanzivno naoružanje, obe su koristile heksogen kao svoju eksplozivnu bazu.

### Ujedinjeno Kraljevstvo (UK)
U Ujedinjenom Kraljevstvu (UK), RDX se proizvodio od 1933. u istraživačkom odeljenju u pilot fabrici u Kraljevskom Arsenalu u Vulviču u Londonu, većoj pilot fabrici koja se gradila u RGPF Valtham Abbei nedaleko od Londona 1939. Godine 1939. projektovana je fabrika industrijskog obima sa dve jedinice da se instalira na novoj lokaciji od 700 ari (280 ha), ROF Bridžvoter, daleko od Londona, a proizvodnja RDX-a je počela u Bridžvoteru na jednoj jedinici u avgustu 1941. godine. Fabrika ROF Bridgvater je unela amonijak i metanol kao sirovine: metanol je pretvoren u formaldehid, a deo amonijaka pretvoren u azotnu kiselinu, koja je koncentrovana za proizvodnju RDX-a. Ostatak amonijaka je reagovao sa formaldehidom da bi se dobio heksamin. Postrojenje heksamina je isporučilo Imperial Chemical Industries. Uključuje neke karakteristike zasnovane na podacima dobijenim iz Sjedinjenih Država (SAD). RDX je proizveden stalnim dodavanjem heksamina i koncentrovane azotne kiseline u ohlađenu smešu heksamina i azotne kiseline u nitratoru. RDX je prečišćen i obrađen za predviđenu upotrebu; takođe je izvršen oporavak i ponovna upotreba nekog metanola i azotne kiseline. Postrojenja za prečišćavanje heksamin-nitracije i RDX su duplirana (tj. dvostruka jedinica) da bi se obezbedilo izvesno osiguranje od gubitka proizvodnje usled požara, eksplozije ili vazdušnog napada.
Ujedinjeno Kraljevstvo i Britansko carstvo su se borile bez saveznika protiv nacističke Nemačke do sredine 1941. i morale su biti samodovoljne. U to vreme (1941), Velika Britanija je imala kapacitet da proizvede 71 t (157.000 lb) RDX-a nedeljno; i Kanada, zemlja saveznica i samoupravna dominion u okviru Britanske imperije, i od SAD su tražili da isporučuju municiju i eksploziv, uključujući RDX. Do 1942. godine predviđalo se da će godišnja potreba Kraljevskog vazduhoplovstva biti 52 t (115.000 lb) RDX-a, od čega je većina dolazila iz Severne Amerike (Kanada i SAD).

### Kanada
U Kanadi je pronađena i korišćena drugačija metoda proizvodnje u odnosu na Vulvič proces, i to na odeljenju za hemiju Univerziteta McGill. Ovo se zasnivalo na reakciji paraformaldehida i amonijum nitrata u anhidridu sirćetne kiseline. Britansku patentnu prijavu su podneli Robert Volter Šisler (Pensilvanski državni univerzitet) i DŽejms Hamilton Ros (Mekgil, Kanada) u maju 1942; britanski patent je izdat u decembru 1947. Gilman navodi da je isti metod proizvodnje nezavisno otkrio Ebele u Nemačkoj pre Šislera i Rosa, ali da saveznici to nisu znali. Urbanski daje detalje o pet metoda proizvodnje, a ovaj metod naziva (nemačka) E-metoda.

### Proizvodnja i razvoj u Velikoj Britaniji, SAD i Kanadi
Početkom 1940-ih, najveći američki proizvođači eksploziva, EI du Pont de Nemours & Compani i Hercules Inc., imali su nekoliko decenija iskustva u proizvodnji trinitrotoluena (TNT) i nisu imali želju da eksperimentišu sa novim eksplozivima. Ordnanci američke vojske su imali isto stanovište i želeli su da nastave da koriste TNT. RDX je testirao Picatinni Arsenal 1929. godine i smatran je preskupim i previše osetljivim. Mornarica je predložila da nastavi da koristi amonijum pikrat. Nasuprot tome, Odbor za istraživanje nacionalne odbrane (NDRC), koji je posetio Kraljevski Arsenal u Vuliču, smatrao je da je potreban novi eksploziv. DŽejms B. Konant, predsednik Odeljenja B, želeo je da uključi akademska istraživanja u ovoj oblasti. Konant je stoga osnovao eksperimentalnu laboratoriju za istraživanje eksploziva u Brucetonu, Pensilvanija, koristeći finansiranje Kancelarije za naučna istraživanja i razvoj (OSRD).

#### Voolvich metoda
1941. godine, Britanska misija Tizard posetila je odeljenja američke vojske i mornarice i deo predatih informacija uključivao je detalje o „Vuliči“ metodi proizvodnje RDX-a i njegovoj stabilizaciji mešanjem sa pčelinjim voskom. Ujedinjeno Kraljevstvo je tražilo da SAD i Kanada, zajedno, isporuče 220 t (490.000 lb) RDX-a dnevno. Odluku je doneo Vilijam HP Blendi, šef Biroa za naoružanje, da usvoji RDX za upotrebu u minama i torpedima. S obzirom na neposrednu potrebu za RDX-om, oružje američke vojske, na Blandijev zahtev, izgradilo je fabriku koja je kopirala opremu i proces koji se koristi u Vuliču. U to vreme ovaj pogon je imao najveću fabriku azotne kiseline na svetu. Proces Vuliča je bio skup: bilo mu je potrebno 5 kg (11 lb) jake azotne kiseline  za svaku funtu RDX-a.
Početkom 1941. NDRC je istraživao nove procese. Vulvič ili direktna nitracija ima najmanje dva ozbiljna nedostatka:
1. koristi velike količine azotne kiseline i
2. gubi se najmanje polovina formaldehida.

Jedan mol heksametilentetramina može proizvesti najviše jedan mol RDX-a. Najmanje tri laboratorije bez prethodnog iskustva sa eksplozivom dobile su instrukcije da razviju bolje metode proizvodnje za RDX; bili su bazirani na univerzitetima Kornel, Mičigen i Pensilvanija. Verner Emanuel Bahman, iz Mičigena, uspešno je razvio „kombinacioni proces” kombinujući Ross i Schiesslerov proces koji se koristi u Kanadi (tzv. nemačka E-metoda) sa direktnom nitracijom. Kombinacioni proces je zahtevao velike količine anhidrida sirćetne kiseline umesto azotne kiseline u starom britanskom „Vuličkom procesu“. U idealnom slučaju, kombinovani proces bi mogao da proizvede dva mola RDX-a iz svakog mola heksametilentetramina.
Ogromna proizvodnja RDX-a nije mogla nastaviti da se oslanja na upotrebu prirodnog pčelinjeg voska za desenzibilizaciju RDX-a. Zamena stabilizatora na bazi nafte je razvijena u Bruceton Ekplosives Research Laboratori.

#### Bahmanov proces
NDRC je naložio tri kompanije da razviju pilot postrojenja. To su bile Vestern Cartridge Compani, EI du Pont de Nemours & Compani i Tennessee Eastman Compani, deo Eastman Kodaka. U Eastman Chemical Compani (TEC), vodećem proizvođaču anhidrida sirćetne kiseline, Verner Emmanuel Bachmann je razvio proces kontinuiranog protoka za RDX koristeći mešavinu amonijum nitrata/azotne kiseline kao nitracionog sredstva u medijumu sirćetne kiseline. RDX je bio ključan za ratne napore i trenutni proces serijske proizvodnje bio je presporo. U februaru 1942, TEC je počeo da proizvodi male količine RDX-a u svojoj pilot fabrici u Veksler Bendu, što je dovelo do toga da je američka vlada ovlastila TEC da projektuje i gradi Holston Ordnance Vorks(KAKO) juna 1942. Do aprila 1943. tamo se proizvodio RDX. Krajem 1944. fabrika u Holstonu i Ordnance Vorks reke Vabash , koji su koristili proces Vuliča, proizvodili su 25.000 kratkih tona (23.000 t) (50 miliona funti) Kompozicije B mesečno.
Bahmanov proces daje i RDX i HMX, pri čemu je glavni proizvod određen specifičnim uslovima reakcije.

### Vojni sastav RDX-a
Namera Ujedinjenog Kraljevstva u Drugom svetskom ratu bila je da koristi „desenzibilizovani“ RDX. U originalnom procesu Vuliča, RDX je flegmatizovan pčelinjim voskom, ali je kasnije korišćen parafinski vosak, na osnovu rada obavljenog u Brucetonu. U slučaju da Ujedinjeno Kraljevstvo nije bilo u stanju da dobije dovoljno RDX-a da zadovolji svoje potrebe, deo nedostatka je nadoknađen zamenom amatola, mešavine amonijum nitrata i TNT-a.
Smatralo se da je Karl Denic tvrdio da „vazduhoplov ne može više da ubije podmornicu nego što vrana može da ubije krticu“. Bez obzira na to, do maja 1942. Velington bombarderi su počeli da postavljaju dubinske bombe koje su sadržavale Torpeks, mešavinu RDX-a, TNT-a i aluminijuma, koje su imale do 50 procenata više razorne moći od dubinskih bombi napunjenih TNT-om. Značajne količine mešavine RDX-TNT proizvedene su u Holston Ordnance Vorks, a Tenesi Istman je razvio automatizovani proces mešanja i hlađenja zasnovan na upotrebi transportnih traka od nerđajućeg čelika.

### Terorizam
Semteks bomba je korišćena u bombaškom napadu Pan Am Flight 103 (poznatog i kao Lockerbie) 1988. U atentatu je korišćen pojas natovaren sa 700 g (1,5 lb) RDX eksploziva uvučen ispod haljine atentatora bivšeg indijskog premijera Radživa Gandija 1991. U bombaškim napadima u Bombaju 1993. korišćen je RDX stavljen u nekoliko vozila kao bombe. RDX je bio glavna komponenta korišćena za bombaške napade na vozove u Mumbaju 2006. i bombaške napade u DŽajpuru 2008. Takođe se veruje da je to eksploziv korišćen u bombaškim u napadima u moskovskom metrou 2010. godine .
Tragovi RDX-a pronađeni su na razrušenim zgradama prilikom terostičkog napada na ruske zgrade 1999. gogine, i terorističkog akta sa rušenjem ruskih aviona 2004. godine. Dalji izveštaji o bombama korišćenim u napadima na stanove 1999. godine ukazuju na to da iako RDX nije bio deo glavnog punjenja, svaka bomba je sadržala plastični eksploziv koji se koristio kao pojačivač eksploziva.
Ahmed Ressam, milenijumski bombarder Al-Kaide, koristio je malu količinu RDX-a kao jednu od komponenti bombe koju je pripremio da detonira na međunarodnom aerodromu u Los Anđelesu u novogodišnjoj noći 1999–2000; bomba je mogla da proizvede četrdeset puta veću eksploziju od razorne auto-bombe.
U julu 2012, kenijska vlada je uhapsila dvojicu iranskih državljana i optužila ih za ilegalno posedovanje 15 kg (33 lb) RDX-a. Prema kenijskoj policiji, Iranci su planirali da koriste RDX za "napade na ciljeve u Izraelu, SAD, Velike Britanije i Saudijske Arabije".
RDX je korišćen u ubistvu libanskog premijera Rafika Haririja 14. februara 2005.
U napadu Pulvama 2019. u Indiji, Jaish-e-Mohammed je iskoristio 250 kg (550 lb) visokokvalitetnog RDX-a. Napad je rezultirao smrću 44 pripadnika Centralne rezervne policije (CRPF), kao i napadača.
Dve bombe u pismima poslate novinarima u Ekvadoru bile su maskirane kao USB fleš diskovi koji su sadržali RDX koji bi eksplodirao kada bi se uključio ili aktivirao USB.

## Karakteristike
Heksogen, poznat i kao RDX (Ciklotrimetilentrinitramin), je visokoeksplozivni materijal koji se često koristi u vojnim i industrijskim aplikacijama.
Evo nekih karakterističnih informacija o heksogenu:
- Svojstva: Heksogen je kristalni materijal koji je izuzetno stabilan i otporan na udarce, trenje i visoke temperature. Ima visoku gustoću i vrlo je eksplozivan.
- Upotreba: Heksogen se koristi u vojnoj industriji za proizvodnju eksploziva i municije, uključujući projektilne glave, mine, granate i druge eksplozivne naprave. Takođe se koristi u industriji za demoliciju, miniranje i razne druge eksplozivne svrhe.
- Stabilnost: Heksogen je vrlo stabilan materijal i neće detonirati bez odgovarajuće inicijacije, to jest detonatora. Međutim, može biti osetljiv na udarce, trenje, visoke temperature ili nepravilno rukovanje. Stoga se mora pažljivo skladištiti i koristiti u kontroliranim uslovima.
- Detonacija: Heksogen je vrlo moćan eksploziv i može proizvesti vrlo brzu detonaciju s visokom energijom. Detonacija heksogena oslobađa veliku količinu gasa i topline, stvarajući snažan pritisak i širenje udarnog talasa.
- Sigurnost: S obzirom na visoku eksplozivnu snagu heksogena, važno je pridržavati se stroge sigurnosne procedure prilikom rukovanja i skladištenja. Nepravilno rukovanje ili neadekvatne mere sigurnosti mogu rezultirati ozbiljnim povredama ili oštećenjima.
- Alternativni materijali: Iako je heksogen vrlo često korišten eksploziv, postoje i drugi slični materijali koji se koriste kao alternative ili dopune, poput PETN-a (pentaeritrita tetranitrat) i TNT-a (trinitrotoluen).

## Stabilnost
Prednost je njegova velika hemijska stabilnost, bliska aromatičnim nitro supstancama. Često se poredi sa pentritom, ali za razliku od njega, stabilniji je, ima manju osetljivost i pri velikim gustinama, veću brizanciju. Kada se zagreje i podvrgne dugotrajnim termičkim efektima, stabilniji je i od pentrita i od tetrila. Stabilnost heksogena je stoga veća od tetrila i prema nekim stručnim radovima, čak je slična TNT-u.
Dejstvo svetlosti ima samo minimalan uticaj na promenu svojstava. Pod dejstvom sadržane svetlosti, površina menja boju od bele do svetlo žute. Promena boje je povezana sa promenom kristalne strukture, ali hemijska i eksplozivna svojstva ostaju nepromenjena.
U poređenju sa drugim eksplozivima, heksogen je relativno manje otrovan, ne apsorbuje se kroz kožu, već samo direktnim udisanjem. Razlog male toksičnosti je slaba rastvorljivost, što znači da ne dospeva u krv u visokoj koncentraciji. Kod dugotrajnog udisanja javljaju se toničko-kloničke konvulzije, koje se javljaju u intervalima od 10 minuta i ne nestaju nakon uklanjanja osobe iz infestiranog područja. Simptomi trovanja nestaju tek nakon 10-24 sata.
RDX ima visok sadržaj azota i visok odnos kiseonika i ugljenika, (odnos O:C), što ukazuje na njegov eksplozivni potencijal za stvaranje N2 i CO2.
RDX prolazi kroz proces deflagracije u detonaciju (DDT) u zatvorenom prostoru u određenim okolnostima.
Brzina detonacije RDX-a pri gustini od 1,76 g/cm³ je 8750 m/s.
Počinje da se raspada na približno 170 °C i topi se na 204 °C. Na sobnoj temperaturi je veoma stabilan. Radije gori nego eksplodira. Aktivira se samo detonatorom, na njega ne utiče čak ni vatra. Ovo svojstvo ga čini korisnim vojnim eksplozivom. Manje je osetljiv od pentaeritritol tetranitrata (PETN). U normalnim uslovima, RDX ima cifru neosetljivosti od tačno 80 (RDX definiše referentnu tačku).
RDX sublimira u vakuumu, što ograničava ili sprečava njegovu upotrebu u nekim aplikacijama.
RDX, kada eksplodira u vazduhu, ima oko 1,5 puta veću eksplozivnu energiju od TNT-a po jedinici težine i oko 2,0 puta po jedinici zapremine.
RDX je nerastvorljiv u vodi, sa rastvorljivošću od 0,05975 g/L na temperaturi od 25 °C.

## Toksičnost
Toksičnost supstance je proučavana dugi niz godina. RDX je izazvao konvulzije (konvulzije) kod vojnog osoblja koje ga je gutalo i kod radnika koji prave municiju koji udišu njegovu prašinu tokom proizvodnje. Najmanje jedan smrtni slučaj pripisan je toksičnosti RDX-a u evropskom pogonu za proizvodnju municije.
Tokom Vijetnamskog rata, najmanje 40 američkih vojnika je hospitalizovano sa intoksikacijom sastava C-4 (koji je 91% RDX) od decembra 1968. do decembra 1969. C-4 su vojnici često koristili kao gorivo za zagrevanje hrane. Hrana se uglavnom mešala istim nožem kojim se C-4 sekao na male komade pre aktiviranja. Vojnici su bili izloženi C-4 zbog udisanja isparenja, ili zbog gutanja, što je omogućeno velikim brojem malih čestica koje su se zalepile za nož, a koje su deponovane u kuvanu hranu. Kompleks simptoma je uključivao mučninu, povraćanje, generalizovane napade i produženu postiktalnu konfuziju i amneziju; što je ukazivalo na toksičnu encefalopatiju.
Oralna toksičnost RDX-a zavisi od njegovog fizičkog oblika; kod pacova, utvrđeno je da je LD50 100 mg/kg za fino praškasti RDX i 300 mg/kg za grubi, granularni RDX. Prijavljen je slučaj da je dete hospitalizovano sa epileptičnim statusom nakon uzimanja 84,82 mg/kg doze RDX-a (ili 1,23 g za telesnu težinu pacijenta od 14,5 kg (32 lb)) u obliku „plastičnog eksploziva“.
Supstanca ima nisku do umerenu toksičnost sa mogućom klasifikacijom karcinogena za ljude. Međutim, dalja istraživanja su u toku i ovu klasifikaciju može revidirati Agencija za zaštitu životne sredine Sjedinjenih Država (EPA). Remedijacija zaliha vode kontaminirane RDX-om se pokazala uspešnom. Poznato je da je toksin za bubrege kod ljudi veoma toksičan kao i za kišne gliste i biljke, tako da će poligoni za testiranje vojske u kojima se RDX intenzivno koristio možda morati da se podvrgnu sanaciji životne sredine. Zabrinutost je izazvalo istraživanje objavljeno krajem 2017. godine koje ukazuje da se američki zvaničnici nisu pravilno pozabavili ovim pitanjem.

## Civilna upotreba
RDX se koristi kao rodenticid zbog svoje toksičnosti.

## Biorazgradnja
RDX razgrađuju organizmi u kanalizacionom mulju kao i gljivica Phanaerocheate chrisosporium. I divlje i transgene biljke mogu fitoremedijirati eksplozive iz zemlje i vode.

## Alternative
FOX-7 se smatra približno 1-na-1 zamenom za RDX u skoro svim primenama.

## Literatura
- Akhavan, Jacqueline (2004), The Chemistry of Explosives, Cambridge, UK: Royal Society of Chemistry, ISBN 0-85404-640-2
- Agrawal, Jai Prakhash.; Hodgson, Robert Dale (2007), Organic Chemistry of Explosives, Wiley, ISBN 978-0-470-02967-1
- Bachmann, W. E.; Sheehan, John C. (1949), „A New Method of Preparing the High Explosive RDX”, Journal of the American Chemical Society, 71 (5): 1842—1845, doi:10.1021/ja01173a092
- Baxter III, James Phinney (1968) [1946], Scientists Against Time (MIT Paperback изд.), Cambridge, MA: MIT Press, ISBN 978-0-262-52012-6, OCLC 476611116
- Cocroft, Wayne D. (2000). Dangerous Energy: The archaeology of gunpowder and military explosives manufacture. Swindon: English Heritage. ISBN 1-85074-718-0.
- Cooper, Paul W. (1996), Explosives Engineering, New York: Wiley-VCH, ISBN 0-471-18636-8
- Davis, Tenney L. (1943), The Chemistry of Powder and Explosives, II, New York: John Wiley & Sons Inc.
- Elderfield, Robert C. (1960), Werner Emanual Bachmann: 1901-1951 (PDF), Washington DC: National Academy of Sciences
- Gartz, Jochen (2007), Vom griechischen Feuer zum Dynamit: eine Kulturgeschichte der Explosivstoffe (From Greek fire to dynamite: A cultural history of explosives) (на језику: German), Hamburg: E. S. Mittler & Sohn, ISBN 978-3-8132-0867-2
- Gilman, Henry (1953), „The Chemistry of Explosives”, Organic Chemistry an Advanced Treatise, III, Wiley; Chapman & Hall, стр. 985—986
- Hale, George C. (3. 11. 1925), „The Nitration of Hexamethylenetetramine”, Journal of the American Chemical Society, 47 (11): 2754—2763, doi:10.1021/ja01688a017
- Hampton, L. D. (15. 6. 1960), The Development of RDX Composition CH-6 (PDF), White Oak, MD: U. S. Naval Ordnance Laboratory, NavOrd Report 680, Архивирано из оригинала (PDF) 06. 10. 2012. г., Приступљено 31. 08. 2012
- Hornby, William (1958), Factories and Plant, History of the Second World War: United Kingdom Civil Series, London: Her Majesty's Stationery Office; Longmans, Green and Co.
- MacDonald and Mack Partnership (1984), Final Properties Report: Newport Army Ammunition Plant (PDF), National Park Service, AD-A175 818, Архивирано из оригинала (PDF) 06. 10. 2012. г., Приступљено 31. 08. 2012
- Meyer, Rudolf (1987), Explosives (3rd изд.), VCH Publishers, ISBN 0-89573-600-4
- Simmons, W.H.; Forster, A.; Bowden, R. C. (1948), „The Manufacture of R.D.X. in Great Britain: Part II – Raw Materials and Ancillary Processes”, The Industrial Chemist, 24: 530—545
- Simmons, W.H.; Forster, A.; Bowden, R. C. (1948), „The Manufacture of R.D.X. in Great Britain: Part III – Production of the Explosive”, The Industrial Chemist, 24: 593—601
- Urbański, Tadeusz (1967), Chemistry and Technology of Explosives, III (First English изд.), Warszawa: PWN - Polish Scientific Publishers and Pergamon Press, OCLC 499857211. Translation by Marian Jurecki, edited by Sylvia Laverton. See also  978-0-08-010401-0.
- Urbański translation http://openlibrary.org/books/OL3160546M/Chemistry_and_technology_of_explosives, Macmillan, NY, 1964,  0-08-026206-6.
- Department of the Army Technical Manual TM 9-1300-214: Military Explosives. Headquarters, Department of the Army (United States).

## Spoljašnje veze
- GlobalSecurity.org, Explosives - Compositions, Alexandria, VA: GlobalSecurity.org, Приступљено 1. 9. 2010